# Wimmeria acapulcensis
Wimmeria acapulcensis är en benvedsväxtart som beskrevs av Lundell. Wimmeria acapulcensis ingår i släktet Wimmeria och familjen Celastraceae. Inga underarter finns listade.